# Los Serrano
Los Serrano je španělský komediální televizní seriál. Poprvé byl vysílán 22. dubna 2003 na televizní stanici Telecinco. Seriál použila Česká televize (respektive společnost Dramedy Productions) jako předlohu svého rodinného seriálu Horákovi.

## Obsazení

### Rodina Serranových
- Diego Serrano (Antonio Resines) – hlava rodiny a majitel hospody, manžel Lucíe
- Marcos Serrano (Fran Perea) – Diegův nejstarší syn, který se zamiluje do své nevlastní sestry Evy
- Guillermo "Guille" Serrano (Víctor Elías) – Diegův druhý nejstarší syn, který se zamiluje do své nevlastní sestry Teté
- Curro Serrano (Jorge Jurado) – Diegův nejmladší syn
- Santiago Serrano (Jesús Bonilla) – Diegův starší bratr, který společně s ním provozuje hospodu
- Lourdes "Lourditas" Salgadová (Goizalde Núñez) – Santiagova druhá žena, učitelka
- Santiaguín – Santiagův a Lourdesin syn

### Rodina Capdevilových
- Lucía Gómezová (Belén Rueda) – Diegova druhá žena, učitelka
- Eva Capdevilová (Verónica Sánchez) – Lucíina nejstarší dcera
- Teté Capdevilová (Natalia Sánchez) – Lucíina mladší dcera, která se zamiluje do svého nevlastního bratra Guillerma
- Carmen Casadová (Julia Gutiérrez Caba) – Lucíina matka

### Rodina Martínezových
- Fructuoso "Fiti" Martínez (Antonio Molero) – Diegův a Santiagův nejlepší přítel, automechanik
- Raúl Martínez (Alejo Sauras) – Fructuosův a Candelin syn a Marcosův nejlepší přítel
- Asunción "Choni" Martínezová (Pepa Aniorte) – Fructuosova sestra
- José Luis Salgado (Javier Gutiérrez Álvarez) – Lourdesin bratr a Asunciónin manžel
- África Sanz (Alexandra Jiménez) – nejlepší přítelkyně Evy

### Rodina Blancových
- Candela Blancová (Nuria González) – Fructuosova bývalá žena a Lucíina kolegyně
- Ana Blancová (Natalia Verbeke) – Candelina mladší sestra
- Andrés Blanco (Jorge Fernández Madinabeitia) – Candelin bratr